# Goriupp Aliz
Goriupp Aliz (Buziásfürdő, 1894. augusztus 18. – Budapest, 1979. február 4.) könyvtáros, sajtótörténész, bibliográfus.

## Életútja
Miután édesanyját korán elveszítette, erdélyi szász származású nagyanyja nevelte fel. Anyanyelvén kívül németül, angolul és franciául is kitűnően megtanult. Temesvárott érettségizett. 1916-ban szerzett bölcsészdoktori, 1917-ben magyar–német szakos tanári oklevelet a Kolozsvári Magyar Királyi Ferenc József Tudományegyetemen. Ugyanebben az időszakban ösztöndíjasként egy félévet Lipcsében töltött német filológiai tanulmányokkal. 1925–1926 folyamán Ausztriában, 1935-ben Németországban tett hosszabb tanulmányutat.
Az 1917–1918-as tanévben a kolozsvári tudományegyetem német nyelvi lektoraként és a Marianum Női Felsőkereskedelmi Iskola óraadó tanáraként működött. Hamar ráébredt, hogy nem a pedagógusi pályán kíván elhelyezkedni. 1918 végén Melich János, a Nyomtatványtár vezetője segítségével bekerült a Magyar Nemzeti Múzeum Könyvtárába. Egy évig státusz nélkül dolgozott a hírlaptárban. 1919 decemberétől fizetés nélküli gyakornok lett. 1922-től 1934-ig előbb segédőri, majd alkönyvtárnoki minőségben, 1934 és 1946 között a Nyomtatványtár őreként tevékenykedett. Részt vett a Magyar Könyvtárosok és Levéltárosok Egyesülete 1937-es és 1938-as felsőfokú szaktanfolyamának megszervezésében. Budapest ostromát a Magyar Nemzeti Múzeum épületében vészelte át. A háború végeztével a nemzeti könyvtár helyreállításának és újjászervezésének egyik irányítója volt.
1948-tól 1959-ig tudományos munkatársként, 1959–1960-ban főosztályvezetőként, 1960 és 1969 között nyugdíjas főtanácsadóként működött intézményében. Mindeközben 1948-tól 1953-ig Varjas Béla, majd Haraszthy Gyula meghívására a katalógus- és bibliográfiaszerkesztés megbízott előadója volt a budapesti tudományegyetemen.
Élete utolsó évtizedeiben egyre inkább elmagányosodott; nyugalomba vonulását követően kirándulással, utazgatással töltötte idejét.

## Munkássága

### Tudományos tevékenysége
Tudományos tevékenysége első számottevő eredménye 1916-os doktori disszertációja, amelyet Zolnai Gyula javaslatára a 19. században élt Döbrentei Gábor nyelvújításáról írt. Az 1920-as években született nyelvtudományi recenzióit a Magyar Nyelv és a Kőrösi Csoma Archívum közölte. Sajtótörténeti tanulmányai, bibliográfiái a Magyar Könyvszemlében és a Könyvbarátok Lapjában láttak napvilágot.
1927-től szerkesztette az Irodalomtörténeti Közlemények Irodalomtörténeti Repertóriumát és a Revue des Études Hongroises bibliográfiai szemléjét Les récents études bibliographiques címen.

### Könyvtárszervező tevékenysége
1923-ban elkészítette a magyarországi hírlapok első katalogizálási szabályzatát. Nevéhez fűződik a 18. századi, az 1848–1849-es, a Magyarországi Tanácsköztársaság ideje alatt megjelent és az emigráns lapok feldolgozása, különgyűjteményeinek létrehozása.
Későbbi nyomtatványtári munkájához hozzátartozott a gyarapítás és a kötelespéldány-begyűjtés irányítása, a könyvek katalogizálása és szakozása, az olvasószolgálati tevékenység és a raktárfelügyelet. A nemzeti könyvtár Goriupp Aliz javaslatára vásárolta meg 1936-ban az Adrema címírógépet, amellyel lehetővé vált a nemzetközi szabványnak megfelelő katalóguscédulák sokszorosítása, új olvasói és szolgálati katalógusok létrehozása és a könyvek „futószalagon” való feldolgozása. A Fitz József igazgató által szorgalmazott könyvtári reform részeként Goriupp Aliz irányításával vezették be az egyetemes tizedes osztályozás rendszerét, a raktárakban pedig a folyószámos elhelyezést a szakrenden alapuló helyett. Működése alatt „a nyomtatványtár a Széchényi Könyvtárban a szakképzésnek valóságos házi gyakorlóosztálya” lett.
1946-tól 1954-ig a Magyar Nemzeti Bibliográfia alapító szerkesztője, 1952-ben az első magyar címleírási szabvány szerkesztője volt.

## Társasági tagságai, elismerései
Kezdettől fogva tagja volt a Magyar Tudományos Akadémia által 1953-ban létrehozott Könyvtártudományi Főbizottságnak. 1957-től betöltötte az Országos Könyvtárügyi Tanács Katalogizálási Szakbizottságának elnöki tisztségét.
1953-ban Munka Érdemrenddel tüntették ki.

## Értékelése, emlékezete

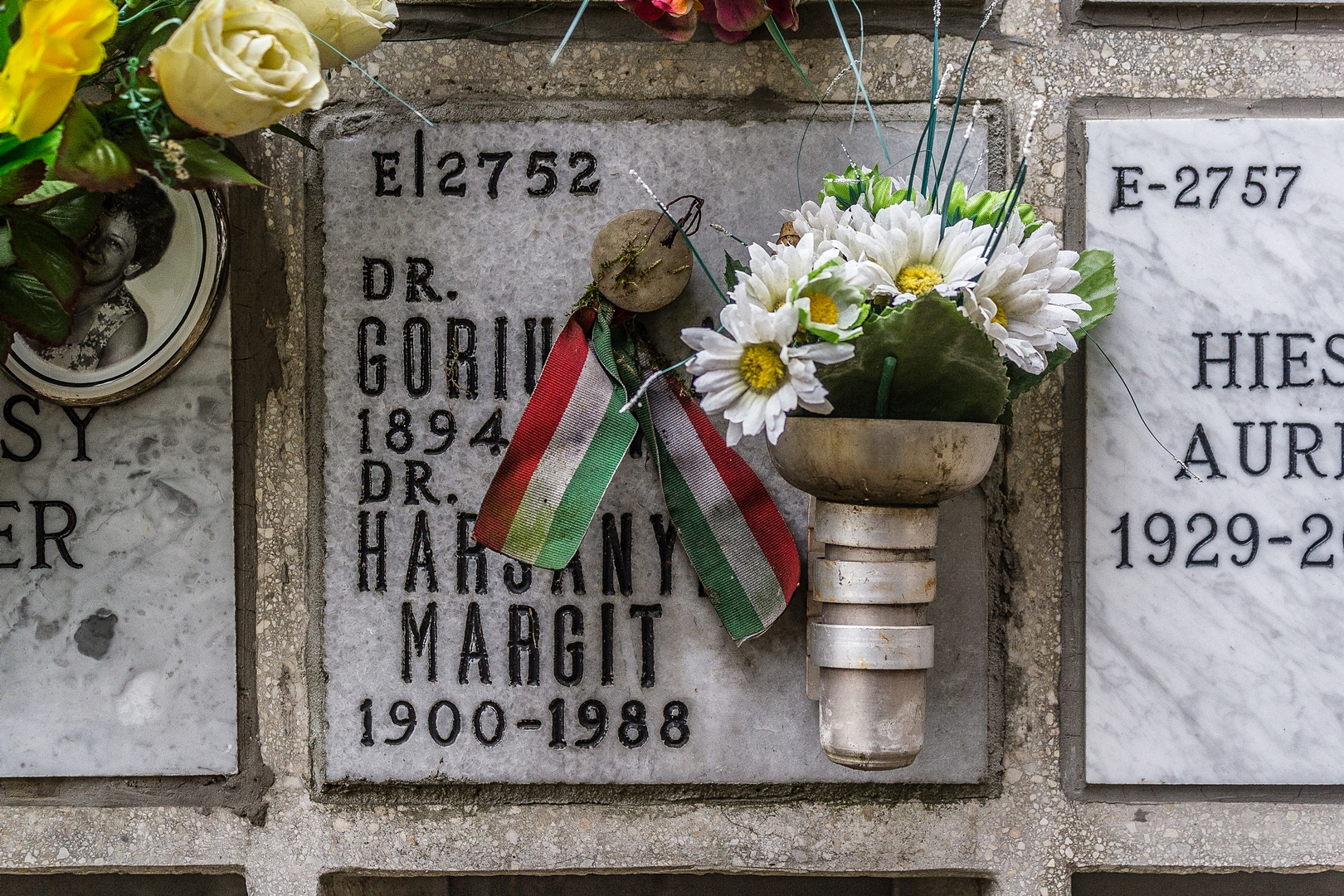
Goriupp Aliz síremléke a Farkasréti temetőben

A magyar könyvtártörténeti szakirodalom a legjelentősebb bibliográfus szakemberek között tartja számon. Komjáthy Miklósné és Pajkossy György értékelése szerint „az első modern magyar katalogizálási szakember, évtizedekig a munkaterület első szaktekintélye” volt. Fügedi Péterné „nagy tudású, fantasztikus munkabírású, szigorú, de igazságos főnökként” emlékezett rá, aki „a legkisebb apróságra is figyelt.” „Életét szinte felemésztette a fegyelmezetten teljesített napi robot. Jóllehet tudatában volt sorsának, a napról napra, évről évre ismétlődő szürke aprómunkákat is nagy szakmai alázattal végezte el.”
A Farkasréti temetőben található, E/2752 jelű nyughelye a nemzeti sírkert részét képezi.

## Főbb művei
- Döbrentei Gábor nyelvújítása (Budapest, 1916)
- Les récentes études bibliographiques hongroises (Párizs, 1927)
- Magyar Nemzeti Múzeum Hírlaposztálya fennállásának első félévszázadában, 1884–1934 (Budapest, 1934)
- Katalogizálás (Budapest, 1937)
- Bibliográfiai ismeretek 4. éves könyvtártudományos hallgatók részére (Budapest, 1951)
- Bibliográfiák és bibliográfiák szerkesztése (Budapest, 1951)
- Katalogizálás (Budapest, 1951)